# Danh sách cầu thủ tham dự giải vô địch bóng đá U-16 châu Âu 1994
Dưới đây là danh sách các đội hình tham gia Giải vô địch bóng đá U-16 châu Âu 1994 ở Cộng hòa Ireland.

## Bảng A

### Albania
Huấn luyện viên: Mexhit Haxhiu 

Trợ lý huấn luyện viên: Agim Medja

| Số | VT | Cầu thủ            | Ngày sinh (tuổi)            | Trận | Bàn | Câu lạc bộ       |
| -- | -- | ------------------ | --------------------------- | ---- | --- | ---------------- |
|    | TM | Orges Shehi        | 20 tháng 9, 1977 (16 tuổi)  |      |     | KF Teuta         |
|    | TM | Hektor Prence      |                             |      |     | KF Lushnja       |
|    | TM | Rigels Kapllani    |                             |      |     | KF Tirana        |
|    | HV | Ilir Dibra         | 16 tháng 8, 1977 (16 tuổi)  |      |     | KF Vllaznia      |
|    | HV | Sparti Domi        |                             |      |     | Shkëndija Tiranë |
|    | HV | Florian Ibrahimi   |                             |      |     | Shkëndija Tiranë |
|    | HV | Luan Pinari        | 27 tháng 10, 1977 (16 tuổi) |      |     | FK Dinamo        |
|    | HV | Eno Tarja          |                             |      |     | FK Dinamo        |
|    | HV | Roland Zeqiraj     |                             |      |     | KS Besëlidhja    |
|    | HV | Elton Fani         |                             |      |     | FK Tomori        |
|    | HV | Xhemal Kondraxhiu  |                             |      |     | FK Tomori        |
|    | HV | Erald Popa         |                             |      |     | FK Partizani     |
|    | TV | Vioresin Sinani    | 4 tháng 12, 1977 (16 tuổi)  |      |     | KF Vllaznia      |
|    | TV | Oltion Metohu      |                             |      |     | KF Tirana        |
|    | TV | Gentian Bylykbashi |                             |      |     | Shkëndija Tiranë |
|    | TV | Ervis Tozaj        |                             |      |     | KS Flamurtari    |
|    | TV | Altin Malqi        |                             |      |     | KF Skënderbeu    |
|    | TV | Genti Ristollari   |                             |      |     | KS Pogradec      |
|    | TV | Altin Simaku       |                             |      |     | KS Besa          |
|    | TĐ | Eldorado Merkoçi   | 6 tháng 1, 1978 (16 tuổi)   |      |     | KF Tirana        |
|    | TĐ | Gentian Medja      |                             |      |     | KF Vllaznia      |
|    | TĐ | Vaske Ruko         |                             |      |     | KF Apolonia      |
|    | TĐ | Rigels Qose        | 3 tháng 8, 1977 (16 tuổi)   |      |     | KF Skënderbeu    |
|    | TĐ | Elton Koka         |                             |      |     | FK Partizani     |
|    | TĐ | Dameo Hoxha        |                             |      |     | KS Naftëtari     |

### Áo
Huấn luyện viên:

### Belarus
Huấn luyện viên: Yuri Pyshnik

| Số | VT | Cầu thủ              | Ngày sinh (tuổi)            | Trận | Bàn | Câu lạc bộ       |
| -- | -- | -------------------- | --------------------------- | ---- | --- | ---------------- |
|    | TM | Uladzimir Haew       | 28 tháng 10, 1977 (16 tuổi) |      |     | Dinamo Minsk     |
|    | TM | Sergey Bekish        | 17 tháng 7, 1978 (15 tuổi)  |      |     | RUOR Minsk       |
|    | HV | Andrey Lukashevich   | 25 tháng 8, 1977 (16 tuổi)  |      |     | RUOR Minsk       |
|    | HV | Mikhail Vavilov      | 10 tháng 11, 1977 (16 tuổi) |      |     | RUOR Minsk       |
|    | HV | Vadim Kirilenko      | 18 tháng 8, 1977 (16 tuổi)  |      |     | RUOR Minsk       |
|    | HV | Aleksandr Baranov    | 7 tháng 2, 1978 (16 tuổi)   |      |     | UOR Mogilev      |
|    | HV | Igor Balin           | 29 tháng 1, 1978 (16 tuổi)  |      |     | RUOR Minsk       |
|    | HV | Vadim Narushevich    | 7 tháng 1, 1978 (16 tuổi)   |      |     | RUOR Minsk       |
|    | TV | Dmitry Kapelyan      | 9 tháng 8, 1977 (16 tuổi)   |      |     | RUOR Minsk       |
|    | TV | Dzmitry Likhtarovich | 3 tháng 1, 1978 (16 tuổi)   |      |     | UOR Mogilev      |
|    | TV | Ivan Tabola          | 1 tháng 1, 1978 (16 tuổi)   |      |     | RUOR Minsk       |
|    | TV | Aleksey Novitskiy    | 5 tháng 9, 1977 (16 tuổi)   |      |     | RUOR Minsk       |
|    | TV | Vladimir Ignatik     | 31 tháng 12, 1977 (16 tuổi) |      |     | Ataka-Aura Minsk |
|    | TĐ | Mikalay Ryndzyuk     | 2 tháng 2, 1978 (16 tuổi)   |      |     | Smena Minsk      |
|    | TĐ | Igor Osipenko        | 28 tháng 8, 1977 (16 tuổi)  |      |     | RUOR Minsk       |
|    | TĐ | Dmitry Gavrilovich   | 16 tháng 10, 1977 (16 tuổi) |      |     | RUOR Minsk       |

### Tây Ban Nha
Huấn luyện viên: Juan Santisteban

| Số | VT | Cầu thủ           | Ngày sinh (tuổi)            | Trận | Bàn | Câu lạc bộ        |
| -- | -- | ----------------- | --------------------------- | ---- | --- | ----------------- |
|    | TM | Salvador Balbuena | 3 tháng 2, 1978 (16 tuổi)   | 3    | 0   | Valencia CF       |
|    | TM | Sergio Morán      | 2 tháng 9, 1977 (16 tuổi)   | 3    | 0   | CF Montañesa      |
|    | HV | Moisés            | 30 tháng 1, 1978 (16 tuổi)  | 10   | 1   | CD Tenerife       |
|    | HV | Manuel Cabezas    | 6 tháng 2, 1978 (16 tuổi)   | 6    | 2   | Valencia CF       |
|    | HV | Óscar Jornet      | 18 tháng 5, 1978 (15 tuổi)  | 11   | 0   | FC Barcelona      |
|    | HV | Jero              | 19 tháng 9, 1977 (16 tuổi)  | 15   | 0   | Valencia CF       |
|    | HV | Juli              | 28 tháng 8, 1977 (16 tuổi)  | 10   | 0   | Albacete Balompié |
|    | TV | Javier Farinós    | 29 tháng 3, 1978 (16 tuổi)  | 10   | 1   | Valencia CF       |
|    | TV | Álex Fernández    | 24 tháng 11, 1977 (16 tuổi) | 6    | 1   | Real Betis        |
|    | TV | Aarón Gamboa      | 19 tháng 12, 1977 (16 tuổi) | 4    | 3   | Athletic Bilbao   |
|    | TV | Rubén García      | 17 tháng 11, 1977 (16 tuổi) | 11   | 0   | Damm              |
|    | TV | Rubén Rey         | 4 tháng 8, 1977 (16 tuổi)   | 11   | 3   | Real Madrid       |
|    | TV | Alberto Rivera    | 16 tháng 2, 1978 (16 tuổi)  | 12   | 3   | Real Madrid       |
|    | TĐ | David Cabello     | 9 tháng 9, 1977 (16 tuổi)   | 11   | 4   | FC Barcelona      |
|    | TĐ | Joseba Etxeberria | 5 tháng 9, 1977 (16 tuổi)   | 14   | 9   | Real Sociedad     |
|    | TĐ | Miguel Rubio      | 12 tháng 8, 1977 (16 tuổi)  | 3    | 1   | Real Madrid       |

## Bảng B

### Tiệp Khắc
Huấn luyện viên:Rudolf Novak

| Số | VT | Cầu thủ            | Ngày sinh (tuổi)            | Trận | Bàn | Câu lạc bộ |
| -- | -- | ------------------ | --------------------------- | ---- | --- | ---------- |
| 1  | TM | Ján Mucha          | 20 tháng 6, 1978 (15 tuổi)  |      |     |            |
| 2  |    | Roman Graca        |                             |      |     |            |
| 3  | TV | Ivan Adam          | 20 tháng 2, 1978 (16 tuổi)  |      |     |            |
| 4  |    | Radoslav Toth      |                             |      |     |            |
| 5  |    | Martin Minarovic   |                             |      |     |            |
| 6  | TV | Juraj Czinege      | 29 tháng 10, 1977 (16 tuổi) |      |     |            |
| 7  |    | Frantisek Kamancza |                             |      |     |            |
| 8  |    | Martin Hasprun     |                             |      |     |            |
| 9  |    | Miroslav Bagocky   |                             |      |     |            |
| 10 | TĐ | Szilard Nemeth     | 8 tháng 8, 1977 (16 tuổi)   |      |     |            |
| 11 |    | Miroslav Laclavik  |                             |      |     |            |
| 12 | HV | Martin Laurinc     | 4 tháng 1, 1978 (16 tuổi)   |      |     |            |
| 13 |    | Juraj Chribik      |                             |      |     |            |
| 14 | TV | Lubos Lojdl        | 19 tháng 8, 1977 (16 tuổi)  |      |     |            |
| 15 |    | Peter Cukan        |                             |      |     |            |
| 22 | TV | Ratislav Belicak   | 9 tháng 1, 1977 (17 tuổi)   |      |     |            |

### Anh
Huấn luyện viên:

### Cộng hòa Ireland
Huấn luyện viên:Turlough O’Connor

| Số | VT | Cầu thủ           | Ngày sinh (tuổi)           | Trận | Bàn | Câu lạc bộ |
| -- | -- | ----------------- | -------------------------- | ---- | --- | ---------- |
| 1  | TM | Derek O’Connor    | 9 tháng 3, 1978 (16 tuổi)  |      |     |            |
| 2  | HV | David Worrell     | 12 tháng 1, 1978 (16 tuổi) |      |     |            |
| 3  | TV | Stephen Murphy    | 5 tháng 4, 1978 (16 tuổi)  |      |     |            |
| 4  | HV | Colin Hawkins     | 17 tháng 8, 1977 (16 tuổi) |      |     |            |
| 5  | HV | Ross Darcy        | 21 tháng 3, 1978 (16 tuổi) |      |     |            |
| 6  |    | Graham O’Hanlon   |                            |      |     |            |
| 7  | TV | Michael Cummins   | 1 tháng 7, 1978 (15 tuổi)  |      |     |            |
| 8  | TV | John Burns        | 4 tháng 12, 1977 (16 tuổi) |      |     |            |
| 9  |    | Alan Mannix       |                            |      |     |            |
| 10 |    | Alan Joseph Mahon | 4 tháng 4, 1978 (16 tuổi)  |      |     |            |
| 11 |    | Brian Frawley     |                            |      |     |            |
| 12 | TĐ | Alan Kirby        | 8 tháng 9, 1978 (15 tuổi)  |      |     |            |
| 13 | TĐ | Desmond Baker     | 25 tháng 8, 1977 (16 tuổi) |      |     |            |
| 14 | HV | Simon Webb        | 19 tháng 1, 1978 (16 tuổi) |      |     |            |
| 15 | HV | Graham Cassin     | 24 tháng 3, 1978 (16 tuổi) |      |     |            |
| 16 | TM | Alan Hughes       |                            |      |     |            |

### Bồ Đào Nha
Huấn luyện viên:Rui Cacador

| Số | VT | Cầu thủ          | Ngày sinh (tuổi)            | Trận | Bàn | Câu lạc bộ |
| -- | -- | ---------------- | --------------------------- | ---- | --- | ---------- |
| 1  | TM | Nuno Santos      | 9 tháng 7, 1978 (15 tuổi)   |      |     |            |
| 2  | TV | Martinho         | 11 tháng 1, 1977 (17 tuổi)  |      |     |            |
| 3  | TV | Adolfo Soares    | 13 tháng 12, 1977 (16 tuổi) |      |     |            |
| 4  | TĐ | Edgar            | 7 tháng 8, 1977 (16 tuổi)   |      |     |            |
| 5  | TV | Paulo Pereira    | 13 tháng 1, 1977 (17 tuổi)  |      |     |            |
| 6  | HV | Fernando Meira   | 5 tháng 7, 1978 (15 tuổi)   |      |     |            |
| 7  | TV | Pedro Monteiro   | 31 tháng 8, 1977 (16 tuổi)  |      |     |            |
| 8  | HV | Bruno Basto      | 12 tháng 5, 1978 (15 tuổi)  |      |     |            |
| 9  | TĐ | Zeferino         | 27 tháng 8, 1977 (16 tuổi)  |      |     |            |
| 10 | TV | Rui Lima         | 25 tháng 3, 1978 (16 tuổi)  |      |     |            |
| 11 | HV | Marco Caneira    | 9 tháng 2, 1979 (15 tuổi)   |      |     |            |
| 12 | TM | Adriano          | 23 tháng 11, 1977 (16 tuổi) |      |     |            |
| 13 | HV | Bruno Patacas    | 30 tháng 11, 1977 (16 tuổi) |      |     |            |
| 14 | TĐ | Vargas           | 18 tháng 11, 1978 (15 tuổi) |      |     |            |
| 15 | HV | Bruno            | 9 tháng 12, 1977 (16 tuổi)  |      |     |            |
| 16 | HV | Carlos Fernandes | 5 tháng 5, 1978 (15 tuổi)   |      |     |            |

## Bảng C

### Đan Mạch
Huấn luyện viên:Poul Erik Bech

| Số | VT | Cầu thủ              | Ngày sinh (tuổi)            | Trận | Bàn | Câu lạc bộ |
| -- | -- | -------------------- | --------------------------- | ---- | --- | ---------- |
|    | TM | Jacob M. Johansen    | 9 tháng 8, 1977 (16 tuổi)   |      |     |            |
|    | TV | Morten Lauritsen     | 10 tháng 12, 1977 (16 tuổi) |      |     |            |
|    |    | Carsten Lektonen     | 22 tháng 8, 1978 (15 tuổi)  |      |     |            |
|    | HV | Kim Heiselberg       | 21 tháng 8, 1977 (16 tuổi)  |      |     | Esjberg    |
|    |    | Brian Iversen        | 28 tháng 8, 1977 (16 tuổi)  |      |     |            |
|    | TV | Mads Olsen           | 6 tháng 1, 1978 (16 tuổi)   |      |     |            |
|    | TV | Michael Poulsen      | 27 tháng 8, 1977 (16 tuổi)  |      |     |            |
|    | HV | Stefan K. Hansen     | 26 tháng 10, 1978 (15 tuổi) |      |     |            |
|    | TĐ | Jesper Grønkjær      | 12 tháng 8, 1977 (16 tuổi)  |      |     |            |
|    | TV | Kenny Thorup         | 7 tháng 12, 1977 (16 tuổi)  |      |     |            |
|    | HV | Lasse Vigh           | 26 tháng 7, 1977 (16 tuổi)  |      |     |            |
|    | TV | Claus Nielsen        | 12 tháng 1, 1978 (16 tuổi)  |      |     |            |
|    | HV | Martin Jensen        | 15 tháng 4, 1978 (16 tuổi)  |      |     | Esjberg    |
|    |    | Tony Lund-Burmeister | 5 tháng 11, 1977 (16 tuổi)  |      |     |            |

### Đức
Huấn luyện viên: Bernd Stöber

| Số | VT | Cầu thủ            | Ngày sinh (tuổi)            | Trận | Bàn | Câu lạc bộ           |
| -- | -- | ------------------ | --------------------------- | ---- | --- | -------------------- |
|    | TM | Dino Breuer        | 24 tháng 11, 1977 (16 tuổi) | 0    | 0   | Bayer 04 Leverkusen  |
|    | TM | Robert Enke        | 24 tháng 8, 1977 (16 tuổi)  | 3    | 0   | FC Carl Zeiss Jena   |
|    | HV | Sascha Bauer       | 12 tháng 5, 1977 (16 tuổi)  | 3    | 0   | 1. FC Köln           |
|    | HV | Jörg Disteldorf    | 22 tháng 10, 1977 (16 tuổi) | 3    | 0   | Bayer 04 Leverkusen  |
|    | HV | Sascha Koch        | 15 tháng 8, 1977 (16 tuổi)  | 2    | 0   | 1. FC Kaiserslautern |
|    | HV | Jörg Scherbe       | 15 tháng 10, 1977 (16 tuổi) | 3    | 0   | FC Energie Cottbus   |
|    | HV | Frank Wiblishauser | 18 tháng 10, 1977 (16 tuổi) | 3    | 0   | FC Memmingen         |
|    | TV | Renato Levy        | 25 tháng 8, 1977 (16 tuổi)  | 3    | 1   | Kickers Offenbach    |
|    | TV | Thorsten Nehrbauer | 12 tháng 1, 1978 (16 tuổi)  | 3    | 1   | Bayer 04 Leverkusen  |
|    | TV | Ersan Parlatan     | 8 tháng 1, 1977 (17 tuổi)   | 2    | 1   | Hertha BSC Berlin    |
|    | TV | Olaf Saur          | 6 tháng 11, 1977 (16 tuổi)  | 3    | 2   | VfB Stuttgart        |
|    | TV | Marco Weller       | 4 tháng 8, 1977 (16 tuổi)   | 1    | 0   | 1. FC Köln           |
|    | TĐ | Christian Fröhlich | 27 tháng 10, 1977 (16 tuổi) | 3    | 1   | Dynamo Dresden       |
|    | TĐ | Daniel Kallus      | 10 tháng 8, 1977 (16 tuổi)  | 3    | 0   | Bayer 04 Leverkusen  |
|    | TĐ | Marco Reich        | 30 tháng 12, 1977 (16 tuổi) | 3    | 2   | 1. FC Kaiserslautern |
|    | TĐ | Marco Villa        | 18 tháng 7, 1978 (15 tuổi)  | 1    | 0   | Bayer 05 Uerdingen   |

### Nga
Huấn luyện viên:

### Thụy Sĩ
Huấn luyện viên:

## Bảng D

### Bỉ
Huấn luyện viên:

### Iceland
Huấn luyện viên:

### Thổ Nhĩ Kỳ
Huấn luyện viên: Bora Ozturk

| Số | VT | Cầu thủ         | Ngày sinh (tuổi)            | Trận | Bàn | Câu lạc bộ |
| -- | -- | --------------- | --------------------------- | ---- | --- | ---------- |
| 1  | TM | Fevzi Tuncay    | 14 tháng 9, 1977 (16 tuổi)  |      |     |            |
| 2  |    | Canel Çalişkan  | 10 tháng 8, 1977 (16 tuổi)  |      |     |            |
| 3  |    | Osman Tan       | 28 tháng 10, 1977 (16 tuổi) |      |     |            |
| 4  |    | Cüneyt Seletli  | 5 tháng 9, 1979 (14 tuổi)   |      |     |            |
| 5  | HV | Okan Özke       | 5 tháng 8, 1977 (16 tuổi)   |      |     |            |
| 6  | TV | Ruşen Duranoğlu | 1 tháng 10, 1977 (16 tuổi)  |      |     |            |
| 7  | TV | Ahmet Habiboğlu | 10 tháng 8, 1977 (16 tuổi)  |      |     |            |
| 8  | TĐ | Fatih Tekke     | 9 tháng 9, 1977 (16 tuổi)   |      |     |            |
| 9  |    | Egemen Bayhan   | 1 tháng 1, 1977 (17 tuổi)   |      |     |            |
| 10 |    | Ekrem Yaman     | 15 tháng 10, 1977 (16 tuổi) |      |     |            |
| 11 | TĐ | Serdar Meriç    | 10 tháng 10, 1977 (16 tuổi) |      |     |            |
| 12 | TM | Özgür Güngör    | 22 tháng 10, 1977 (16 tuổi) |      |     |            |
| 13 | TV | Mehmet Önür     | 3 tháng 4, 1978 (16 tuổi)   |      |     |            |
| 14 |    | Akin Sağlam     | 16 tháng 12, 1977 (16 tuổi) |      |     |            |
| 15 |    | Burak Gok       |                             |      |     |            |
| 16 |    | Sedat Aydin     | 3 tháng 5, 1978 (15 tuổi)   |      |     |            |

### Ukraina
Huấn luyện viên:Volodymyr Kyianchenko

| Số | VT | Cầu thủ             | Ngày sinh (tuổi)            | Trận | Bàn | Câu lạc bộ                                 |
| -- | -- | ------------------- | --------------------------- | ---- | --- | ------------------------------------------ |
| 1  | TM | Oleh Ostapenko      | 27 tháng 10, 1977 (16 tuổi) |      |     | Dnipropetrovsk College of Physical Culture |
| 2  |    | Oleh Fedoruk        |                             |      |     |                                            |
| 3  |    | Denys Kolchin       | 13 tháng 10, 1977 (16 tuổi) |      |     | FC Chornomorets-2 Odessa                   |
| 4  |    | Omar Mishkov        |                             |      |     |                                            |
| 5  | HV | Dmytro Nazarov      | 3 tháng 8, 1977 (16 tuổi)   |      |     | SC Tavriya Simferopol                      |
| 6  | TV | Oleksiy Kuptsov     |                             |      |     |                                            |
| 7  | TV | Serhiy Zghura       |                             |      |     |                                            |
| 8  | TĐ | Hennadiy Zubov      | 12 tháng 9, 1977 (16 tuổi)  |      |     | FC Stal Alchevsk                           |
| 9  |    | Oleh Yashchuk       | 26 tháng 10, 1977 (16 tuổi) |      |     | FC Lviv                                    |
| 10 |    | Volodymyr Hopkalo   |                             |      |     |                                            |
| 11 | TĐ | Serhiy Bilokin      |                             |      |     |                                            |
| 12 | TM | Serhiy Perkhun      | 4 tháng 9, 1977 (16 tuổi)   |      |     | FC Dnipro Dnipropetrovsk                   |
| 13 | TV | Andriy Klymenko     |                             |      |     |                                            |
| 14 |    | Valentyn Slyusar    | 15 tháng 9, 1977 (16 tuổi)  |      |     | Dynamo Kyiv academy                        |
| 15 |    | Serhiy Omelyanovych | 13 tháng 8, 1977 (16 tuổi)  |      |     | FC Zorya-MALS Luhansk                      |
| 16 |    | Andriy Holovko      |                             |      |     |                                            |

Bản mẫu:European Under-16/17 Football Championship